# Zielona (dopływ Czarnej)
Zielona – kanał na Mazowszu, przepływa przez gminy Prażmów i Piaseczno, powiat piaseczyński. Źródła Zielonej znajdują się w okolicy miejscowości Prażmów, a ujście do Czarnej (Kanału Czarna) na granicy wsi Jeziórko i Krępa. Identyfikator na Mapie Podziału Hydrograficznego Polski to 25868. W planie gospodarowania wodami na obszarze dorzecza Wisły z 2011 został włączony do jednolitej części wód PLRW20001725869 Czarna. W niektórych opracowaniach ta jednolita część wód jest określana jako Czarna (Zielona). Według niektórych map topograficznych to Czarna jest dopływem Zielonej. W tym ujęciu to Zielona jest dopływem Jeziorki.